# Renedy Singh
Renedy Singh (Imphal, India, 20 de junio de 1979) es un exfutbolista y entrenador de fútbol de la India que jugaba en la posición de centrocampista. Actualmente es entrenador asistente del East Bengal de la Superliga de India.

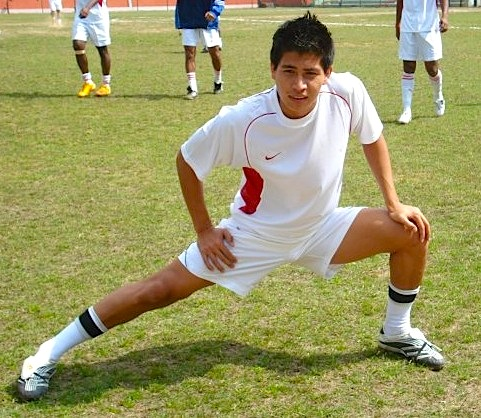
Singh en un entrenamiento en 2008.

## Carrera

### Club
| Periodo   | Club                      | Apariciones | Goles |
| --------- | ------------------------- | ----------- | ----- |
| 1996–2000 | East Bengal               | 75          | 7     |
| 2000–2004 | Mohun Bagan AC            | 44          | 1     |
| 2004–2005 | Chirag United SC          | 31          | 1     |
| 2005–2008 | JCT FC                    | 43          | 1     |
| 2008–2010 | East Bengal               | 45          | 10    |
| 2011–2012 | United Sikkim             | 21          | 2     |
| 2012–2013 | Shillong Lajong           | 2           | 0     |
| 2014–2015 | Kerala Blasters           | 4           | 0     |
| 2015      | → PFC CSKA Sofia (cedido) | 0           | 0     |

### Selección nacional
Jugó para India en 78 ocasiones de 1999 a 2011 y anotó 12 goles; participó en los Juegos Asiáticos de 2002 y la Copa Asiática 2011.

### Entrenador
| Periodo | Club        |
| ------- | ----------- |
| 2019    | NEROCA FC   |
| 2022    | East Bengal |

## Logros

### Club
- Copa Federación de la India: 1996
- IFA Shield: 1997, 2000
- Calcutta Football League: 1996, 1998, 1999, 2000
- Sikkim Gold Cup: 2001[3]
- I-League 2: 2012[4][5]
- Trofeo Santosh: 2002–03[6]

### Selección nacional
- AFC Challenge Cup: 2008
- SAFF Championship: 2005, 2011
- Copa Nehru: 2007, 2009
- LG Cup: 2002[7]